# Nobody’s Child
Nobody’s Child (englisch hier sinngemäß für: „Niemandes Kind“) ist ein Lied von Hank Snow, das dieser 1949 aufnahm und das er im selben Jahr als Single A-Seite veröffentlichte. Komponiert wurde das Lied von Cy Coben und Mel Foree.

## Hintergrund
Der Text von Nobody’s Child handelt von einem Waisenkind, das niemand adoptieren will, weil es blind ist.
Im November 1949 wurde die Single Nobody’s Child von Hank Snow in den USA auf dem RCA Victor Label veröffentlicht. Da die Billboard 100 Charts erst seit 1958 existiert kann keine Aussage über den kommerziellen Erfolg der Single getätigt werden.
Lonnie Donegan veröffentlichte 1956 auf seinem ersten Album Showcase seine Version von Nobody’s Child.
Am 11. Juli 1969 wurde von Karen Young Nobody’s Child als Single veröffentlicht, die Single erreicht Platz 6 der britischen Charts.
Es gibt über 70 weitere Coverversionen des Liedes, unter anderen von Billy Fury, The Lords, Hank Williams, Jr., The Walkers und Freddy Quinn.

## Tony Sheridan/Beatles-Version

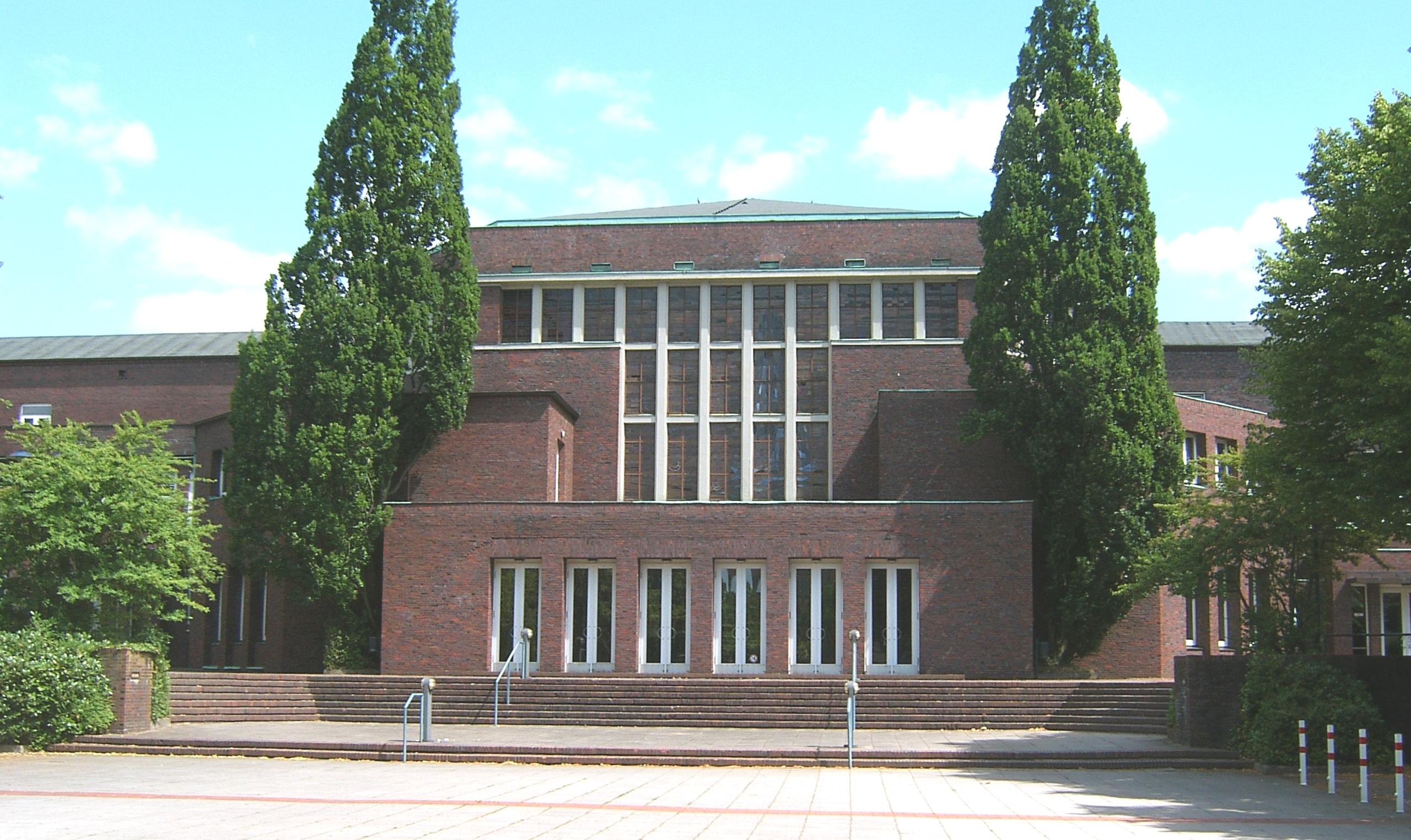
Friedrich-Ebert-Halle

Tony Sheridan nahm mit den Beatles, entweder am 22./23. Juni 1961 in der Friedrich-Ebert-Halle oder laut anderen Quellen am 24. Juni 1961 im Studio Rahlstedt (Rahlau 128, Hamburg-Tonndorf) auf. Da das Studio aber erst Ende Februar 1962 fertiggestellt wurde, ist dieser Termin ausgeschlossen. Nobody’s Child wurde mit einem tragbaren Zweispur-Tonbandgerät aufgenommen, die Produktionsleitung übernahm Bert Kaempfert, Toningenieur war Karl Hinze, Tony Sheridan und die Beatles spielten in  folgender Besetzung:
- Tony Sheridan: Gesang und Rhythmusgitarre
- Paul McCartney: Bass
- Pete Best: Schlagzeug

John Lennon  und George Harrison waren nicht an der Aufnahme beteiligt, Stuart Sutcliffe verließ die Beatles bereits vor den Aufnahmen im Juni 1961. Nobody’s Child wurde auf dem Kompilationsalbum The Beatles’ First veröffentlicht. Das Album erschien im April 1964 in Deutschland und am 4. August 1967 in Großbritannien. In den USA wurde das Album am 4. Mai 1970 unter dem Titel In the Beginning (Circa 1960) veröffentlicht. In den USA wurde im Juli 1964 die Single Ain’t She Sweet / Nobody’s Child veröffentlicht, wobei Nobody’s Child um fast eine Minute gekürzt wurde. Am 31. Januar 1965 erschien in Deutschland die Single Sweet Georgia Brown / Nobody’s Child.

## Traveling Wilburys-Version
Die Traveling Wilburys nahmen Nobody’s Child zu Beginn der Sessions für ihr zweites Album auf. Die Aufnahme erfolgte auf Anfrage von Olivia Harrison nach einem Lied für die Romanian Angel Appeal Foundation, die Geld für rumänische Waisenkinder sammelte. Diese Organisation wurde von Olivia Harrison mit Unterstützung der anderen ehemaligen Beatles-Ehefrauen gegründet. Für Nobody’s Child schrieb George Harrison teilweise einen neuen Text.
Die Aufnahmen für Nobody’s Child fanden Anfang April 1990 in einem privaten Haus in Los Angeles, Bel Air, Kalifornien, das kurzfristig zu einem Studio eingerichtet wurde, statt. Ausführende Produzenten des Liedes waren Jeff Lynne und George Harrison. Toningenieur war Richard Dodd.
Die Leadstimmen auf der Aufnahme teilten sich Dylan, Harrison, Petty und Lynne.
Besetzung:
- Spike Wilbury (George Harrison): Gesang, Akustikgitarre
- Boo Wilbury (Bob Dylan): Gesang, Akustikgitarre
- Clayton Wilbury (Jeff Lynne): Gesang, Akustikgitarre
- Muddy Wilbury (Tom Petty): Gesang, Akustikgitarre
- Buster Sidebury (Jim Keltner): Schlagzeug, Perkussion

Die Single konnte sich auf Platz 9 in den neuseeländischen Charts und auf Rang 44 in den britischen Charts platzieren.
Zeitgleich zum Erscheinen von Nobody’s Child wurde ein Musikvideo veröffentlicht, das unter der Regie von Derek Hayes im Juni 1990 hergestellt wurde. Das Video zeigt Animationen und Nachrichtenaufnahmen von rumänischen Kindern.
Die Veröffentlichung des Liedes erfolgte wie folgt:
- Am 18. Juni 1990 in Großbritannien und in Deutschland die Single Nobody’s Child, dessen B-Seite Lumiere von Dave Stewart and the Spiritual Cowboys stammt. Der Titel erschien ebenfalls noch auf dem Kompilationsalbum Nobody’s Child – Romanian Angel Appeal, aber nicht auf dem Album Traveling Wilburys Vol. 3, erst im Jahr 2007 wurde das Lied als Bonus-Titel hinzugefügt. Die Single erschien als 7″-Vinyl-,[18] 12″-Vinyl-[19] und 5″-CD-Version.[20]
- Nobody’s Child ist der Eröffnungstrack des Albums "Nobody's Child: Romanian Angel Appeal", das George Harrison zusammengestellt hat und am 23. Juli 1990 erschien.[21]
- Am 11. Juni 2007 erschien das remasterte Kompilationsalbum The Traveling Wilburys Collection auf dem sich auch Nobody’s Child befindet.